# 谢明慧
谢明慧（？—？），陈郡阳夏人，谢铁的孙子，谢冲的儿子。
谢明慧的堂叔谢汪没有儿子，因此谢冲把谢明慧过继给谢汪，承袭南康郡公，谢明慧后被孙恩杀害，他的堂兄谢喻把儿子谢暠过继给谢明慧，承袭南康郡公。